# Konrad O. Bernheimer
Konrad O. Bernheimer (* 30. August 1950 in Rubio, Venezuela) ist ein deutscher Kunsthändler und -sammler.

## Leben
Konrad Otto Bernheimer wurde 1950 als Sohn des Münchner Antiquitätenhändlers Kurt Bernheimer (1911–1954) und seiner Ehefrau Mercedes geb. Uzcátegui (* 1923) in Rubio geboren.
Sein Vater Kurt Bernheimer war nach Misshandlungen durch das NS-Regime und der Enteignung zusammen mit dem Großvater Otto Bernheimer (1877–1960) und dem Großteil der Familie im Frühjahr 1940 über England nach Venezuela emigriert, wo die Familie eine Kaffeeplantage erworben hatte. Als Konrad vier Jahre alt war, kehrte seine Mutter mit ihm und seinen Geschwistern auf Wunsch des bereits 1945 nach München zurückgekehrten Großvaters Otto Bernheimer nach Deutschland zurück. Ursprünglich war eine Rückkehr der ganzen Familie geplant, aber Vater Kurt hatte sich kurz vor der Rückreise das Leben genommen. Als Ursache gelten Spätfolgen der Misshandlungen, die er im NS-Regime u. a. im KZ Dachau erlitten hatte.
Nach der Volksschule in München war Konrad Bernheimer Internatsschüler im Landschulheim Marquartstein im Chiemgau. Nach dem Abitur studierte er bis 1976 Betriebswirtschaftslehre an der Universität München. Es folgte eine erste berufliche Station bei Christie’s in London.
Bernheimer wurde von seinem Großvater bereits in der Kindheit in die Geschäfte des Hauses Bernheimer eingeführt, in der Erwartung, dass er die Familientradition fortführe. Am 1. Januar 1977 übernahm er als Geschäftsführender Gesellschafter und Komplementär das Familienunternehmen im Bernheimer-Haus am Lenbachplatz in München. Fünf Jahre später konnte er mit Hilfe eines Bankkredits die anderen Gesellschafter der Firma auszahlen und wurde neben seinen beiden Schwestern Mehrheitseigentümer.
Mit dem Verkauf von Antiquitäten und Stilmöbeln unzufrieden wollte er den Schwerpunkt des Geschäfts auf den Kunsthandel und dort die Alten Meister verschieben. Dazu verkaufte er den Stammsitz im für diese Zwecke übergroßen Geschäftshaus der Familie am Lenbachplatz und löste mit seinem Anteil seine Schwestern ab. Als nunmehr Alleineigentümer wandelte er das Unternehmen in Bernheimer Fine Old Masters um. Dazu eröffnete ein kleineres Geschäft in München, zunächst am Promenadeplatz und ab 1998 in der Brienner Straße. 2002 übernahm Bernheimer auch die alteingesessene Londoner Kunsthandlung P. & D. Colnaghi & Co.
Bernheimer hat sich im Laufe der Jahre vom Antiquitätenhändler zum Kunsthändler entwickelt. Er gilt als einer der bedeutendsten Kunsthändler in Europa und darüber hinaus.
Bernheimer ist seit 1975 mit Barbara Bernheimer geb. Schaeffer (* 1950) verheiratet. Aus der Ehe sind vier Töchter hervorgegangen. Er lebte in München und auf der Burg Marquartstein (Oberbayern), die er 1987 erworben und saniert hatte. 2013 wurde ihm das Bundesverdienstkreuz am Bande verliehen.
Im Laufe des Jahres 2015 verließ er Deutschland. Er beabsichtigte Burg Marquartstein zu verkaufen und gab den Standort München auf. Eigentlich wollte er sich auf den Kunsthandel bei Colnaghi in London konzentrieren, jedoch stieg zur selben Zeit seine dortige Geschäftspartnerin Katrin Bellinger aus dem Kunsthandel aus. Daher fusionierte er Colnaghi mit der spanischen Kunsthandlung Coll & Cortés und zog sich im Alter von 65 aus dem Tagesgeschäft zurück.
Für den Piper-Verlag schrieb er in der Reihe „Gebrauchsanweisung“ 2019 eine „Gebrauchsanweisung fürs Museum“, bei der es sich laut Charlotte Knobloch nicht um eine schlecht übersetzte technische Vorgabe handele, sondern um „die hohe Kunst der Kunstbetrachtung“.  Im September 2020 veröffentlichte er seinen ersten Roman, den Kunstkrimi "Tödliche Gemälde" im Langen Müller Verlag.
Zwei seiner Töchter führen die Tradition fort und handeln mit Photographie und als Galeristinnen in Zürich und Berlin.

## Veröffentlichungen
- Narwalzahn und Alte Meister. Aus dem Leben einer Kunsthändler-Dynastie. Hoffmann und Campe, Hamburg 2013, ISBN 978-3-455-50280-0.
- Gebrauchsanweisung fürs Museum. Piper Verlag, München 2019, ISBN 978-3-492-27740-2[6]
- Tödliche Gemälde: Ein Kunstkrimi.  Langen-Müller 2020; ISBN 978-3-7844-3558-9, Hörbuch: USM Audio 2020, ISBN 978-3-8032-9233-9, gelesen von Martin Umbach.